# حيمرون كامن
حيمرون كامن (الاسم العلمي:Erythrochiton delitescens) هو نوع غير مؤكد من النباتات يتبع جنس الحيمرون من الفصيلة السذابية.